# شینگون ریشو

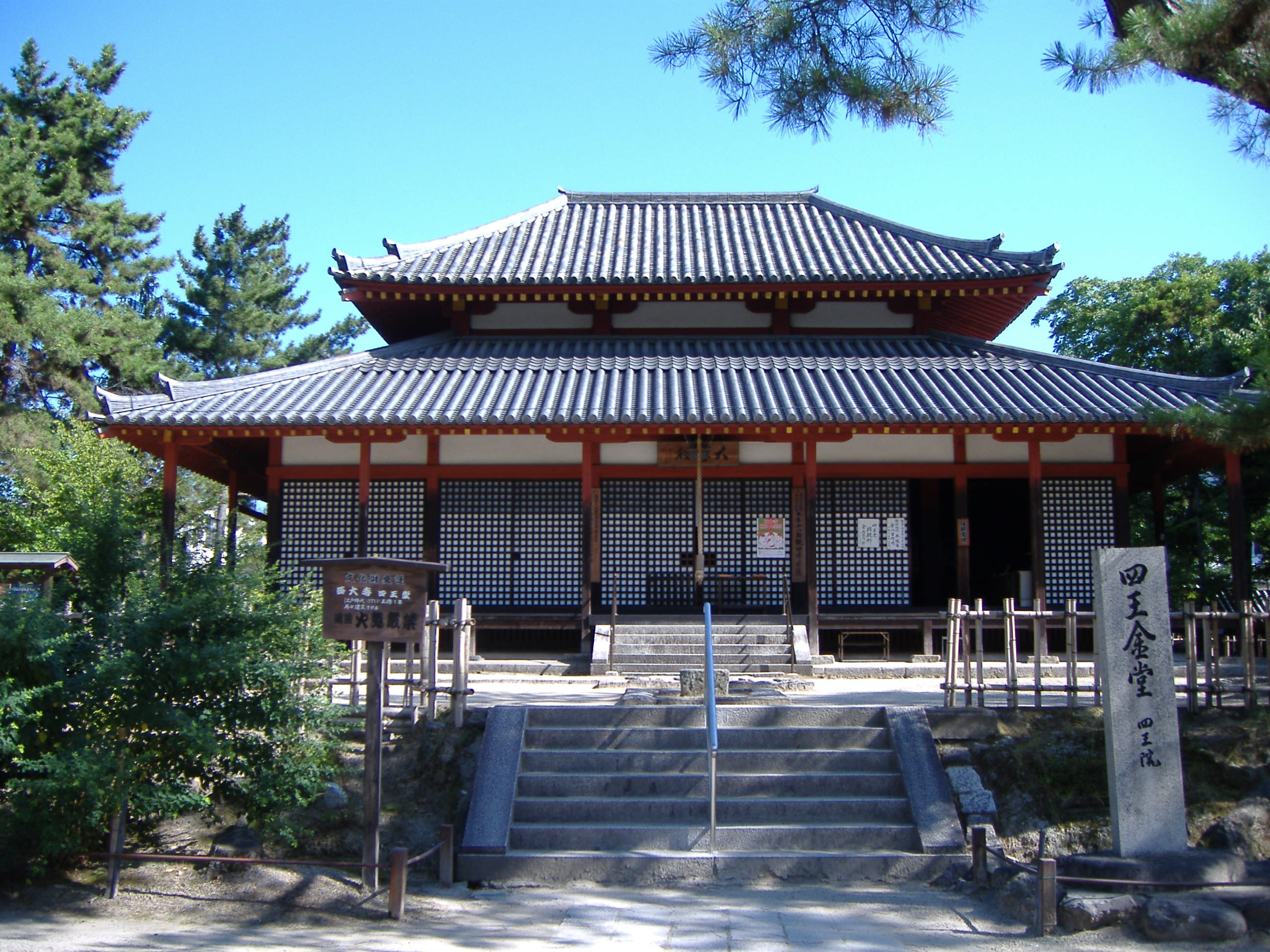
نمایی از معبد اصلی (مرکزی) شینگون ریشو - ۲۰۰۵

شینگون ریشو (به ژاپنی: 真言律宗 Shingon Risshu) یک فرقهٔ نسبتاً کوچک قرون وسطایی بودیسم در ژاپن است که در دوره کاماکورا به عنوان شاخه‌ای از بوداگرایی شینگون به وجود آمد. بنیان‌گذار آن یک راهب یک پیرو جوکی (بودایی) به نام ایسون (راهب) (۱۲۰۱–۱۲۹۰) بود، و پس آن وی مرید ایسون، نینشو (۱۲۱۷–۱۳۰۳) راه او را ادامه داد.